# 主权国家欧洲党团
主权国家欧洲党团（英語：Europe of Sovereign Nations Group，缩写为ESN），又稱主權主義者（the Sovereigntists），是歐洲議會的一個极右翼主权主义黨團。于第十届欧洲议会会期开始前成立，现时为欧洲议会最小的党团。該黨團成員來自主權國家歐洲黨，過去屬認同與民主黨團或是無所屬。

## 歷史

### 成立
2024年6月，歐洲議會選舉後不久，有報導稱選前因同情納粹而被逐出認同與民主（ID）黨團的德國另類選擇黨，正在與其他極右翼政黨商談成立一個暫定命名為「主權主義者」的新議會黨團。 據報導，該黨團可能還包括波蘭的共和國復興、保加利亞復興黨、西班牙派對結束了、羅馬尼亞求救、斯洛伐克共和運動、法國再征服、匈牙利祖國運動、希臘勝利黨以及捷克自由和直接民主黨。 該黨曾試圖以排除頭號候選人馬克西米利安·克拉的方式重回認同民主黨團，但仍以失敗告終。
2024年7月4日，捷克歐洲議會議員伊凡·大衛（自由和直接民主黨）宣布將與另類選擇黨成立黨團。2024年7月8日，認同民主黨團後繼者歐洲愛國者（PfE）黨團成立。值得注意的是，之前也屬於認同民主黨團的捷克自由和直接民主黨選擇不加入愛國者黨團，因為他們不想與那些「投票支持綠色協議並支持移民」的政黨在同一黨團，如捷克ANO黨。 其他可能加入的政黨中，法國的再征服出現分裂，遭到開除的四名歐洲議會議員加入保守改革黨團，僅剩一位歐洲議會議員。保加利亞的復興黨則在2024年4月12日與斯洛伐克共和黨、荷蘭民主論壇、匈牙利我們的祖國運動、瑞典替代黨、希臘農業家畜黨提出「索菲亞宣言」。 此外，捷克共和國第一！在選前也表示希望跟斯洛伐克共和黨等組成和平主義與歐洲懷疑主義黨團，提升與俄羅斯的關係。 派對結束了則在六月否認與另類選擇黨有所聯繫。
7月10日，有報導稱「主權國家的歐洲」(以下簡稱主權聯盟)這個新黨團已達到歐洲議會認可的最低標準並正式成立。同日稍晚，該團體正式宣佈成立，來自德國另類選擇黨（該黨團內最大的政黨）、波蘭共和國復興、保加利亞復興黨、法國再征服（排除已離黨並加入保守和改革聯盟的前成員）、捷克自由民主、匈牙利祖國運動、斯洛伐克共和運動和立陶宛民主與正義的歐洲議會議員均加入主權聯盟，使該團體總人數達到25名。
西班牙派對結束了和希臘勝利黨原本預計會加入主權聯盟，但在最後一刻退出。此外，一些來自德國另類選擇黨和斯洛伐克共和運動的成員也未加入該黨團。同時，波蘭自由與獨立聯盟的一個政黨共和國復興的歐洲議會議員則加入了主權聯盟，這確認了自由與獨立聯盟在歐洲議會內部的分裂，其中拒絕與另類選擇黨合作的民族運動據報正在與愛國聯盟進行會談，而王室聯盟的唯一歐洲議會議員格熱戈日·布勞恩將成為無黨籍議員。
據報導包括德國另類選擇黨的馬克西米利安·克拉、波蘭王室聯合會的格熱戈日·布勞恩和斯洛伐克共和運動的米蘭·馬祖雷克等三位歐洲議會議員因其先前公開發表的反猶和否認大屠殺的言論而被排除在該黨團之外。德國另類選擇黨的聯合領袖愛麗絲·魏德爾評論道：「任何反猶分子都不應該在與我們政黨的潛在團體中佔有一席之地。」
羅馬尼亞求救最終被排除在主權黨團之外，因為一些議員對該黨宣稱的目標表示擔憂，即「重新繪製東歐地圖」以建立所謂的「大羅馬尼亞」，這是一個大致模仿戰間期羅馬尼亞王國的假想國家。

### 第十屆歐洲議會

主權國家歐洲成員來自8個成員國。深藍色代表擁有多席議員席次。淺藍色代表擁有一席議員席次。

在黨團組織會議中，另類選擇黨的雷內·奧斯特與新希望黨的史丹尼斯瓦夫·提斯卡當選黨團共同主席，再征服的莎拉·克納福、共和黨的米蘭·烏赫里克與復興黨的斯坦尼斯拉夫·斯托亞諾夫獲選副主席。

## 成員

### 第十屆歐洲議會
| 國家     | 國家政黨                                   | 歐洲政黨 | 歐洲政黨     | 議員人數 |
| -------- | ------------------------------------------ | -------- | ------------ | -------- |
| 保加利亚 | 復興黨                                     |          | 主權國家歐洲 | 3 / 17   |
| 捷克     | 自由和直接民主 (SPD)                       |          | 主權國家歐洲 | 1 / 21   |
| 法國     | 再征服 (R!)                                |          | 主權國家歐洲 | 1 / 81   |
| 德国     | 德國另類選擇黨 (AfD)                       |          | 主權國家歐洲 | 14 / 96  |
| 匈牙利   | 我們的祖國運動 (MHM)                       |          | 主權國家歐洲 | 1 / 21   |
| 立陶宛   | 人民與正義聯盟（中間派、民族主義者） (TTS) |          | 主權國家歐洲 | 1 / 11   |
| 波蘭     | 新希望 (NN)                                |          | 主權國家歐洲 | 3 / 53   |
| 斯洛伐克 | 共和運動                                   |          | 主權國家歐洲 | 1 / 14   |
| 欧洲联盟 | 總和                                       | 總和     | 總和         | 25 / 720 |

## 組織

### 主席
| 共同主席    | 共同主席 | 就任          | 卸任 | 國家 （選區） | 政黨           | 共同主席            | 共同主席 | 就任          | 卸任 | 國家 （選區）                 | 政黨   |
| ----------- | -------- | ------------- | ---- | ------------- | -------------- | ------------------- | -------- | ------------- | ---- | ----------------------------- | ------ |
| 雷內·奧斯特 |          | 2024年7月10日 | 現任 | 德国          | 德國另類選擇黨 | 史丹尼斯瓦夫·提斯卡 |          | 2024年7月10日 | 現任 | 波蘭 · （下西利西亞與奧波萊） | 新希望 |

### 主席團

#### 2024–現今
第十屆歐洲議會主席團成員：
| 職位     | 姓名                    | 國家     | 國家政黨       | 歐洲政黨 | 歐洲政黨     |
| -------- | ----------------------- | -------- | -------------- | -------- | ------------ |
| 共同主席 | 雷內·奧斯特             | 德国     | 德國另類選擇黨 |          | 主權國家歐洲 |
| 共同主席 | 史丹尼斯瓦夫·提斯卡     | 波蘭     | 新希望         |          | 主權國家歐洲 |
| 副主席   | 莎拉·克納福             | 法國     | 再征服         |          | 主權國家歐洲 |
| 副主席   | 米蘭·烏赫里克           | 斯洛伐克 | 共和運動       |          | 主權國家歐洲 |
| 副主席   | 斯坦尼斯拉夫·斯托亞諾夫 | 保加利亚 | 復興黨         |          | 主權國家歐洲 |